# Дивовка (Саратовская область)
Дивовка — упразднённая в 2016 году деревня в Ртищевском районе Саратовской области России. На момент упразднения входила в состав Урусовского муниципального образования. Ныне урочище.

## География
Располагалась в северо-западной части Саратовского Правобережья, в пределах Окско-Донской равнины, в лесостепной зоне, на берегах реки Песчанка.

### Климат
Климат характеризуется как умеренно континентальный с холодной малоснежной зимой и сухим жарким летом. Среднегодовая температура воздуха — 4,4 °C. Средняя многолетняя температура самого холодного месяца (января) составляет −11,7 °С (абсолютный минимум — −43 °С), температура самого тёплого (июля) — 20 — 22 °С (абсолютный максимум — 40 °С). Средняя продолжительность безморозного периода 145—155 дней. Среднегодовое количество атмосферных осадков — 550 мм, из которых 225—325 мм выпадает в период с апреля по октябрь. Снежный покров держится в среднем 130—135 дней в году.

## История
Населённый пункт появился в 1720 году.
Упразднён Постановлением Саратовской областной Думы N 51-1996 от 29 июня 2016 года «Об исключении некоторых населенных пунктов из учётных данных административно-территориального устройства Саратовской области».

## Население
| 2010 |
| ---- |
| 0    |

## Инфраструктура
Было личное подсобное хозяйство.

## Транспорт
Просёлочная дорога от села Урусово.